# Staurogyne arcuata
Staurogyne arcuata är en akantusväxtart som beskrevs av C. B. Cl.. Staurogyne arcuata ingår i släktet Staurogyne och familjen akantusväxter. Inga underarter finns listade i Catalogue of Life.